# مینامی لی-هو
مینامی لی-هو (ژاپنی: 南 りほ؛ زادۀ ۱ نوامبر ۱۹۹۵) بازیگر و مدل ژاپنی-کره‌ای است. از مجموعه‌هایی که وی در آن نقش‌آفرینی کرده می‌توان به راز گناهکار اشاره کرد.